# 多旺達
多旺達，是日本純種競賽馬匹。生涯稱霸短途及一哩賽事，曾於勝出2003年短途馬錦標及於2003及2004年連霸一哩冠軍賽。

## 出賽前
1999年5月25日出生於北海道千歲市社台牧場，所有權直接歸於牧場負責人吉田照哉旗下。
其後交由栗東訓練中心練馬師坂口正大訓練。

## 競賽生涯

### 2歲
2001年12月8日出戰阪神競馬場2歲新馬戰，賽前以1.4倍的獨贏賠率成爲第一人氣大熱門。比賽開始後，其於靠後位置推進，進入直路後一舉發揮優秀的末腳速度擊敗一衆對手，以1 1/2馬位優秀取得首勝。
然而賽後被發現腳部有不適的跡象，檢查過後確認爲骨瘤，因而被安排進入長期休養

### 3歲
2002年8月於條件戰有田特別復出，可惜未能阻止前方的Monday Musume一放到底下屈居第二。
其後連續出戰三場條件戰筑紫特別、月光讓賽及白秋錦標，均以優秀的速度壓制對手，成功達成三連勝。
11月17出戰一級賽一哩冠軍賽，比賽初段選擇於最後方位置等待時機，雖然進入直路後成功加速並跑出全場最快末腳，可惜因留得太後而未能對前方賽駒造成威脅，最終以第十落敗。
12月14日降級出戰公開賽十二月錦標，本次比賽採取居中戰術下於直路衝出，但仍然敗於天鵝騎士、Pregio及Sardonyx取得第四

### 4歲
2003年1月18日以公開賽新年錦標作爲年度首戰，再次採取留後戰術下成功以凌厲的加速度及爆發力力壓所有對手，最終以3/4馬位優勢取得勝利。
3月2日出戰中山紀念，然而於比賽途中一直無法加速提升自身的位置，最終沉沒於馬群之中下以第九大敗，賽後更再次進入休養。
9月復出出戰人馬錦標，但於比賽途中再次陷於留得太後的劣勢局面之中，最終以第三落敗。
10月5日練馬師坂口正大聽從騎師池添謙一建議決定安排其出戰短途馬錦標，賽前獲得第五人氣。比賽開始後，前方由Tenshino Kiseki帶出，第一人氣信念於先頭位置逐步推進，而第二人氣大賞識及多旺達則於最後方位置穩步追走。進入直路後，其於大外檔位置發力加速，憑借望空狀態的加成之下成功轟出後600米33.1秒的恐怖末腳，最終超越前方所有賽駒下以鼻位優秀壓贏率先衝出的信念，成功奪得首個一級賽冠軍。
其後乘勢出戰一哩冠軍賽，比賽初段其繼續採取後上戰術，進入直路後再次於大外檔位置展開加速並一舉超越前方所有賽駒，最終以3/4馬位優勢勝過美妙姿勢，再度奪得一級賽的冠軍。
年末，由於其勝出短途馬錦標及一哩冠軍賽，於評選中以249票當選最佳短途馬。

### 5歲
2004年其以高松宮紀念作爲年度首戰，雖然於直路成功以凌厲的速度衝出，但仍然未能超越由中團位置展開加速的陽光谷，最終以頸位差距遺憾落敗。
完成高松宮紀念後陣營原定安排其挑戰安田紀念，但於賽前1個月的訓練途中被發現馬蹄破損，最終第三度進入休養。
10月3日出戰短途馬錦標作爲復出戰，比賽初段繼續使用拿手的後上戰術於最後方位置等待時機，並於比賽途中保持一貫穩定的節奏。進入直路後，即使其面對大爛地的影響，但仍然可以於發力衝出，最終僅敗於一直於前方高速快放的金鎮之光。
11月21日出戰一哩冠軍賽，比賽途中以凌厲的姿態於外檔位置展開衝刺，跑出後600秒33.7秒的凌厲勢頭下成功壓制一同衝出的千里通及所羅門礦，亦超越率先衝出的隨心起舞，最終以拉開後方2馬位的優秀成功連霸此賽事。
其後陣營決定接受香港賽馬會的邀請安排其遠征香港出戰香港一哩錦標，但於其中未能發揮以往的優秀表現，最終以第五完賽。
年末，由於其成功連霸一哩冠軍賽並於短途馬錦標奪得亞軍，於評選中以249票蟬聯最佳短途馬頭銜。

### 6歲
進入2005年，其於年初罹患對於馬匹而言極其指名的蹄葉炎，因而缺席整個春季。所幸於陣營積極治療之下，其狀態於秋季大致恢復，得以繼續出賽。
10月2日復出出戰短途馬錦標，雖然於最後直路成功轟出生涯最快的後600米32.7秒末腳並超越衆多對手，但仍然未能對一直保持領先的香港代表精英大師造成威脅，最終被拉開1 1/4馬位落敗。
其後出戰一哩冠軍賽，由於本次比賽其以成爲首匹三連霸日本中央一級賽的賽駒爲目標，因而賽前以1.5倍獨贏賠率獲得壓倒勝的第一人氣支持，但於比賽途中未能發揮以往自豪的末腳速度，最終僅以第八完賽。
完成一哩冠軍賽後陣營安排其退役，並於11月29日取消日本中央競馬會的賽駒註冊。

### 詳細賽績
| 日期       | 舉辦國家/地區 | 馬場 | 距離   | 級別 | 賽事名稱     | 負重  | 騎師     | 馬號 | 出馬 | 名次 | 時間   | 頭馬（二馬）      |
| ---------- | ------------- | ---- | ------ | ---- | ------------ | ----- | -------- | ---- | ---- | ---- | ------ | ----------------- |
| 6/12/2001  | 日本          | 阪神 | 草1200 |      | 2歲新馬      | 54    | 武豐     | 13   | 12   | 1    | 1:10.2 | (Hokusetsu Queen) |
| 10/8/2002  | 日本          | 小倉 | 草1200 |      | 有田特別     | 54    | 福永祐一 | 8    | 11   | 2    | 1:08.7 | Monday Musume     |
| 25/8/2002  | 日本          | 小倉 | 草1200 |      | 筑紫特別     | 54    | 河內洋   | 5    | 9    | 1    | 1:08.9 | (Wonder Jolie)    |
| 22/9/2002  | 日本          | 阪神 | 草1600 |      | 月光讓賽     | 55    | 武豐     | 8    | 12   | 1    | 1:35.4 | (Bill and Coo)    |
| 27/10/2002 | 日本          | 中山 | 草1200 |      | 白秋錦標     | 55    | 武豐     | 4    | 14   | 1    | 1:07.8 | (堅蘭天鵝)        |
| 17/11/2002 | 日本          | 京都 | 草1600 | GI   | 一哩冠軍賽   | 56    | 四位洋文 | 7    | 18   | 10   | 1:33.3 | 東海角            |
| 14/12/2002 | 日本          | 中山 | 草1800 | OP   | 十二月錦標   | 55    | 蛯名正義 | 8    | 10   | 4    | 1:47.5 | 天鵝騎士          |
| 18/1/2003  | 日本          | 中山 | 草1600 | OP   | 新年錦標     | 54    | 蛯名正義 | 1    | 11   | 1    | 1:33.1 | (Kaori Giovanni)  |
| 2/3/2003   | 日本          | 中山 | 草1800 | GII  | 中山紀念     | 57    | 柴田善臣 | 12   | 12   | 9    | 1:50.2 | 天鵝騎士          |
| 14/9/2003  | 日本          | 阪神 | 草1200 | GIII | 人馬錦標     | 56    | 池添謙一 | 10   | 13   | 3    | 1:50.2 | Tenshino Kiseki   |
| 5/10/2003  | 日本          | 中山 | 草1200 | GI   | 短途馬錦標   | 57    | 池添謙一 | 8    | 15   | 1    | 1:08.0 | （信念）          |
| 23/11/2003 | 日本          | 京都 | 草1600 | GI   | 一哩冠軍賽   | 57    | 池添謙一 | 11   | 18   | 1    | 1:33.3 | （美妙姿勢）      |
| 28/3/2004  | 日本          | 中京 | 草1200 | GI   | 高松宮紀念   | 57    | 池添謙一 | 8    | 18   | 2    | 1:07.9 | 陽光谷            |
| 3/10/2004  | 日本          | 中山 | 草1200 | GI   | 短途馬錦標   | 57    | 池添謙一 | 1    | 16   | 2    | 1:10.6 | 金鎮之光          |
| 21/11/2004 | 日本          | 京都 | 草1600 | GI   | 一哩冠軍賽   | 57    | 池添謙一 | 7    | 16   | 1    | 1:33.0 | （隨心起舞）      |
| 12/12/2004 | 香港          | 沙田 | 草1600 | G1   | 香港一哩錦標 | 126磅 | 池添謙一 | 1    | 14   | 5    | 1:34.8 | 防火線            |
| 2/10/2005  | 日本          | 中山 | 草1200 | GI   | 短途馬錦標   | 57    | 池添謙一 | 4    | 16   | 2    | 1:07.5 | 精英大師          |
| 20/11/2005 | 日本          | 京都 | 草1600 | GI   | 一哩冠軍賽   | 57    | 池添謙一 | 11   | 17   | 8    | 1:32.5 | 三連冠            |

## 退役後
退役後，多旺達成爲了配種馬，於北海道早來町（今安平町）社台Stallion Station休養，在2006年進行配種，配種費爲250萬日圓，首批子嗣於2007年出生。首批子嗣可於2009年出賽。9月6日，尼羅寶石在小倉兩歲錦標取勝，成爲首匹勝出分級賽的子嗣。2011年5月22日，Erin Court於優駿牝馬（日本橡樹大賽取勝），成爲首匹勝出一級賽的多旺達子嗣。
2013年7月7日，其被發現於馬房內死亡，享年14歲。

### 主要子嗣

#### 一級賽優勝子嗣
粗體字為一級賽
2008年生
- Erin Court（優駿牝馬）

#### 分級賽優勝子嗣
2007年生
- 尼羅寶石（小倉兩歲錦標）
- 復仇神劍（兩次中京紀念）

2008年生
- Sanrei Duke（東京跳欄賽、阪神春季跳欄錦標）

2010年生
- Sweet Salsa（福島牝馬錦標）

2011年生
- Pray and real（京成盃）

## 血統簡介
父系週日寧靜是美國三冠賽雙冠馬，退役後在日本配種，在日本馬壇相當成功，贏得多項分級賽事，其子嗣贏得巨額獎金，連續12年成為日本冠軍種馬。祖父Halo爲美國賽駒，曾贏得一級賽冠軍，爲美國冠軍種馬。
母系Sayawaka Princess爲日本賽駒，生涯出戰七場比賽勝出四場。外祖父北方風味爲加拿大賽駒，於當地有不俗的戰績，退役後被社台集團引進日本作爲配種馬使用，於週日寧靜引入前一度爲日本最成功的種馬，與當時象徵牧場的巴索隆齊名。

### 血統表
| 父線：週日寧靜系（Halo系）                     |                                |                  |               |
| 種馬 週日寧靜 1986年（棕色）                   | Halo 1969年（棕色）            | Hail to Reason   | Turn-to       |
| 種馬 週日寧靜 1986年（棕色）                   | Halo 1969年（棕色）            | Hail to Reason   | Nothirdchance |
| 種馬 週日寧靜 1986年（棕色）                   | Halo 1969年（棕色）            | Cosmah           | Cosmic Bomb   |
| 種馬 週日寧靜 1986年（棕色）                   | Halo 1969年（棕色）            | Cosmah           | Almahmoud     |
| 種馬 週日寧靜 1986年（棕色）                   | Wishing Well 1975年（棗色）    | Understanding    | Promised Land |
| 種馬 週日寧靜 1986年（棕色）                   | Wishing Well 1975年（棗色）    | Understanding    | Pretty Ways   |
| 種馬 週日寧靜 1986年（棕色）                   | Wishing Well 1975年（棗色）    | Mountain Flower  | Montparnasse  |
| 種馬 週日寧靜 1986年（棕色）                   | Wishing Well 1975年（棗色）    | Mountain Flower  | Edelweiss     |
| 繁殖雌馬 Sawayaka Princess 1986年（栗色）      | 北方風味 1971年（栗色）        | 北地舞人         | 新北區        |
| 繁殖雌馬 Sawayaka Princess 1986年（栗色）      | 北方風味 1971年（栗色）        | 北地舞人         | Natalma       |
| 繁殖雌馬 Sawayaka Princess 1986年（栗色）      | 北方風味 1971年（栗色）        | Lady Victoria    | Victoria Park |
| 繁殖雌馬 Sawayaka Princess 1986年（栗色）      | 北方風味 1971年（栗色）        | Lady Victoria    | Lady Angela   |
| 繁殖雌馬 Sawayaka Princess 1986年（栗色）      | Scotch Princess 1970年（栗色） | Creme Dela Creme | Olympia       |
| 繁殖雌馬 Sawayaka Princess 1986年（栗色）      | Scotch Princess 1970年（栗色） | Creme Dela Creme | Judy Rullah   |
| 繁殖雌馬 Sawayaka Princess 1986年（栗色）      | Scotch Princess 1970年（栗色） | Meadow Saffron   | High Perch    |
| 繁殖雌馬 Sawayaka Princess 1986年（栗色）      | Scotch Princess 1970年（栗色） | Meadow Saffron   | Meadow Music  |
| 雌系：號族：11-f                               |                                |                  |               |
| 五代內近親交配：Almahmoud 4×5、Lady Angela 5×4 |                                |                  |               |

## 命名由來
名字Durandal（デュランダル）出自中世紀法蘭西史詩《羅蘭之歌》中聖騎士羅蘭所使用的名劍迪朗達爾，香港則採用「多旺達」作为翻譯。

## 外部連結
- 多旺達 netkeiba （页面存档备份，存于）
- 血統表 （页面存档备份，存于）